# Heliodoro Crespo
Heliodoro Crespo (Caravia, Asturias, España, 13 de febrero de 1951), conocido como Crespo, es un exfutbolista y entrenador de fútbol español. Actualmente, es el coordinador de los equipos de fútbol del Colegio de la Inmaculada de Gijón.

## Trayectoria
Crespo jugó en los equipos de fútbol base del Colegio de la Inmaculada, donde ganó un campeonato de España en categoría infantil en 1967. El torneo celebró su fase final en el estadio de Castalia, en Castellón de la Plana, y el Inmaculada accedió a ella tras quedar campeón de Asturias y ganar al Real Racing Club de Santander en el campeonato del sector norte. Ya en la fase final, vencieron al Ural Club de Fútbol de La Coruña, al C. A. Osasuna y al Real Madrid C. F., antes de disputar la final frente al F. C. Barcelona, en la que salieron victoriosos de la tanda de penaltis tras acabar la prórroga con un marcador de 0-0.
En 1970, pasó del Inmaculada al filial del Sporting, el Club Deportivo Gijón. La temporada siguiente juega en el U. P. Langreo, para fichar por el Hércules C. F. en la campaña 1972-73. En la temporada 1973-74 consiguió el ascenso a Primera División con el conjunto alicantino. Disputó la temporada 1974-75 en el Club Deportivo Villena, cedido por el Hércules. Terminó su trayectoria como futbolista en el Real Avilés C. F.